# Tau3 Gruis
Tau3 Gruis (τ3 Gru / HD 216823 / HR 8722) es una estrella en la constelación de Grus, la grulla. De magnitud aparente +5,72, comparte la denominación de Bayer «Tau» con otras dos estrellas, τ1 Gru y τ2 Gru. Las tres estrellas no están físicamente relacionadas entre sí, hallándose a distinta distancia del sistema solar. Tau3 Gruis, la más alejada de las tres, se encuentra a 272 años luz.
Tau3 Gruis está catalogada como una estrella con líneas metálicas o estrella Am. Aunque la velocidad de rotación de Tau3 Gruis no ha sido medida, las estrellas Am se caracterizan por girar lentamente en comparación a otras estrellas de tipo espectral A, lo que provoca que algunos elementos suban hacia la superficie por radiación y otros se hundan en el interior por gravedad. Ello hace que el espectro presente líneas de absorción fuertes y a menudo variables de algunos metales. Las estrellas Am más conocidas son Sirio (α Canis Majoris) y Cástor B (α Geminorum).
Con una temperatura efectiva de 7735 K, la luminosidad de Tau3 Gruis es 32 veces superior a la del Sol, siendo su radio 3,2 veces más grande que el radio solar.